# Монро (Коннектикут)
Монро (англ. Monroe) — місто (англ. town) в США, в окрузі Ферфілд штату Коннектикут. Населення — 18 825 осіб (2020).

## Демографія
Згідно з переписом 2010 року, у місті мешкало 19 479 осіб у 6735 домогосподарствах у складі 5417 родин. Було 6918 помешкань
Расовий склад населення:
| - 94,1 % — білих - 2,1 % — азіатів - 1,4 % — чорних або афроамериканців - 0,1 % — корінних американців |

До двох чи більше рас належало 1,5 %. Частка іспаномовних становила 4,7 % від усіх жителів.
За віковим діапазоном населення розподілялося таким чином: 26,5 % — особи молодші 18 років, 60,2 % — особи у віці 18—64 років, 13,3 % — особи у віці 65 років та старші. Медіана віку мешканця становила 42,7 року. На 100 осіб жіночої статі у місті припадало 96,8 чоловіків;  на 100 жінок у віці від 18 років та старших — 93,8 чоловіків також старших 18 років.
Середній дохід на одне домашнє господарство  становив 135 090 доларів США (медіана — 109 631), а середній дохід на одну сім'ю — 158 212 долари (медіана — 133 253). Медіана доходів становила 94 804 долари для чоловіків та 78 120 доларів для жінок. За межею бідності перебувало 3,8 % осіб, у тому числі 4,2 % дітей у віці до 18 років та 2,8 % осіб у віці 65 років та старших.
Цивільне працевлаштоване населення становило 10 554 особи. Основні галузі зайнятості: освіта, охорона здоров'я та соціальна допомога — 21,0 %, науковці, спеціалісти, менеджери — 18,4 %, виробництво — 12,3 %, роздрібна торгівля — 10,1 %.